# Wallace Beery
Wallace Beery (Kansas City, 1 april 1885 - Beverly Hills, 15 april 1949) was een Amerikaans acteur.

## De stomme film
Beery was de halfbroer van acteur Noah Beery. Toen hij net zestien was kreeg hij een baan bij Ringling Brothers, destijds een bekend circus. Hij trainde hier olifanten. Toen hij twee jaar later werd aangevallen door een luipaard nam hij ontslag. Beery verhuisde naar New York en speelde hier in musicals. Al snel begon hij ook te verschijnen in stukken op Broadway. Toch wist hij dat hij dit niet voor altijd wilde doen en hij verhuisde in 1913 naar Chicago om bij Essanay Studios te werken. Hier kreeg hij ook al rollen in films. Hij kwam vaker terug in films als karakter Sweedie. In 1915 speelde hij met zijn vrouw, Gloria Swanson, in films. Hun huwelijk overleefde zijn agressie en drankgebruik echter niet.
Bekende films uit de tijd van de stomme film waar hij in speelde, zijn Robin Hood (1922) en The Lost World (1925).

## Metro-Goldwyn-Mayer
Tijdens de opkomst van de geluidsfilm, was Beery een periode werkloos, tot Irving Thalberg hem in de jaren dertig een contract bij Metro-Goldwyn-Mayer (MGM) aanbood. Al gauw werd hij een ster.

Een van zijn eerste films bij MGM, The Big House (1930), werd een enorm succes. Voor zijn rol werd hij ook genomineerd voor een Academy Award. Voor zijn volgende succesvolle film,  The Champ uit 1931, kreeg hij wel een Oscar. Ook won hij prijzen voor zijn rol in de films Treasure Island (1934), Viva Villa! (1934).

In zijn tijd bij MGM had Beery vele bekende tegenspelers, onder wie Jean Harlow, Clark Gable, Joan Crawford, Greta Garbo, Lee Tracy en Marie Dressler.
Beery overleed twee weken na zijn 64e verjaardag aan een hartaanval.

## Filmografie
- His Athletic Wife (1913)
- In and Out (1914)
- The Ups and Downs (1914)
- Cheering a Husband (1914)
- Madame Double X (1914)
- Ain't It the Truth (1915)
- Two Hearts That Beat as Ten (1915), met Ben Turpin
- The Fable of the Roistering Blades (1915)
- The Broken Pledge (1915), met Gloria Swanson
- A Dash of Courage (1916) met Gloria Swanson
- Are Waitresses Safe? (1917), met Ben Turpin
- Maggie's First False Step (1917)
- Patria (1917), als Pancho Villa, met Irene Castle, Milton Sills, en Warner Oland
- The Mollycoddle (1920), met Douglas Fairbanks
- The Round-Up (1920), met Roscoe "Fatty" Arbuckle
- The Last of the Mohicans (1920)
- The Four Horsemen of the Apocalypse (1921), met Rudolph Valentino
- I Am the Law (1922), met Noah Beery
- Robin Hood (1922), met Douglas Fairbanks
- The Flame of Life (1923)
- Stormswept (1923), met Noah Beery
- Three Ages (1923), met Buster Keaton
- Richard the Lion-Hearted (1923)
- The Drums of Jeopardy (1923)
- The Lost World (1925), als Arthur Conan Doyle
- Old Ironsides (1926), met George Bancroft en Charles Farrell
- Casey at the Bat (1927), met Ford Sterling en Zasu Pitts
- Now We're in the Air (1927), met Louise Brooks (verloren film)
- Beggars of Life (1928), met Louise Brooks en Richard Arlen
- Chinatown Nights (1929), met Warner Oland en Jack Oakie
- The Big House (1930), met Chester Morris, Lewis Stone en Robert Montgomery
- Billy the Kid (1930), met Johnny Mack Brown (widescreen)
- Way for a Sailor (1930), met John Gilbert
- A Lady's Morals (1930, als P.T. Barnum)
- Min and Bill (1930), met Marie Dressler
- The Stolen Jools (1931), met Edward G. Robinson en Buster Keaton (20-minuten film)
- The Secret Six (1931), met Jean Harlow en Clark Gable
- The Champ (1931), met Jackie Cooper (Oscar)
- Hell Divers (1931), met Clark Gable
- Grand Hotel (1932), met Greta Garbo, John Barrymore en Joan Crawford
- Flesh (1932)
- Tugboat Annie (1932), met Marie Dressler, Robert Young en Maureen O'Sullivan
- Dinner at Eight (1933), met Marie Dressler, John Barrymore, Jean Harlow en Lionel Barrymore
- The Bowery (1933), met George Raft, Jackie Cooper, Fay Wray en Pert Kelton
- Viva Villa! (1934), als Pancho Villa, met Fay Wray (opgenomen in Mexico)
- Treasure Island (1934), als Long John Silver, met Lionel Barrymore en Lewis Stone
- The Mighty Barnum (1934), als P.T. Barnum
- West Point of the Air (1935), met Robert Young, Maureen O'Sullivan, Rosalind Russell en Robert Taylor
- China Seas (1935), met Clark Gable en Jean Harlow
- O'Shaughnessy's Boy (1935), met Jackie Cooper
- Ah, Wilderness! (1935), met Lionel Barrymore en Mickey Rooney
- A Message to Garcia (1936), met Barbara Stanwyck en Alan Hale sr.
- Old Hutch (1936)
- The Good Old Soak (1937), met Betty Furness en Ted Healy
- Slave Ship (1937), met Warner Baxter en Mickey Rooney
- The Bad Man of Brimstone (1937) met Noah Beery
- Port of Seven Seas (1938), met Maureen O'Sullivan
- Stablemates (1938), met Mickey Rooney
- Stand Up and Fight (1939), met Robert Taylor en Charles Bickford
- Sergeant Madden (1939), met Laraine Day (regie Josef von Sternberg)
- Thunder Afloat (1939), met Chester Morris
- The Man From Dakota (1940), met Dolores del Rio
- 20 Mule Team (1940), met Anne Baxter en Noah Beery jr.
- Wyoming (1940), met Ann Rutherford
- The Bad Man (1941), met Lionel Barrymore, Laraine Day en Ronald Reagan
- Barnacle Bill (1941), met Marjorie Main
- The Bugle Sounds (1942), met Marjorie Main, Lewis Stone en George Bancroft
- Jackass Mail (1942) met Marjorie Main
- Salute to the Marines (1943), met Noah Beery (in kleur)
- Rationing (1944), met Marjorie Main
- Barbary Coast Gent (1944), met Chill Wills en Noah Beery
- This Man's Navy (1945), met Noah Beery
- Bad Bascomb (1946), met Marjorie Main
- The Mighty McGurk (1947), met Dean Stockwell en Edward Arnold
- Alias a Gentleman (1948), met Gladys George en Sheldon Leonard
- A Date with Judy (1948), met Jane Powell en Elizabeth Taylor
- Big Jack (1949), met Richard Conte, Marjorie Main en Edward Arnold

Academy Awards en nominaties
- 1930 genomineerd voor zijn rol in The Big House
- 1932 Oscar voor zijn rol in The Champ (met Fredric March voor Dr. Jekyll and Mr. Hyde)

## Weetje
- In het Lucky Luke-verhaal De postkoets is de koetsier een karikatuur van Beery.